# Doomguy
Doomguy, más néven the Doom marine vagy csak the Marine, az id Software által létrehozott Doom című videójáték-sorozat főszereplője. A sorozat összes részében egy tengerészgyalogost alakít, aki a Union Aerospace Corporation-nek (UAC) dolgozik. A főszereplő egyetlenegy szót sem szól a sorozat részeiben és még konkrét neve sincs, így a rajongók nevezték el a főhőst Doomguy-nak, azaz Doom-fickónak.
A Doom-ról készült regényekben a főhőst Flynn „Fly” Taggart-nak hívják, azonban a rajongók azt javasolják, hogy csak úgy, mint a játékokban, ezekben is Doomguy-nak hívják a főhőst. Tom Hall az általa készített The Doom Bible című Doom-ról szóló dokumentumban azt javasolta, hogy a főhőst Buddy Dacote-nak nevezzék el. A Dacote név az angol „Dies at conclusion of this episode” mondat kezdőbetűiből származik, amely annyit jelent, hogy „Ennek az epizódnak a végén meghal”, habár ez az állítás nem igaz, mivel a játékos folytatja útját a játék második részében is. A Doom film-ben Karl Urban játssza Doomguy szerepét John „Reaper” Grimm néven, amire ugyancsak azt mondták a rajongók, hogy szintén lehetett volna inkább Doomguy a neve és a játékhoz hűen zöld ruhája, mivel a Doom összes részében zöld páncélja van a főszereplőnek. Nem úgy, mint a filmbéli John „Reaper” Grimmnek, akinek fekete SWAT katonai ruhára emlékeztető öltözéke van.

## Főszerepek

### Klasszikus Doom-részek
Az első Doom dobozán a Doomguy nagy izomzattal, zöld páncéllal és szürke sisakkal van ábrázolva, amint éppen egy rakás démont lő géppisztolyával. A háttérben egy másik Doomguy fut előre nyújtott kézzel az előtérben lévő felé. A játék üdvözlőképernyőjén is szinte ugyan ez a kép szerepel, viszont itt már egy vadászpuska van a kezében. A Doom 64-ben a fickó úgy tűnik, mintha veszített volna a testsúlyából és itt már egy kicsit átalakított fekete páncélt és egy  antennával felszerelt fekete sisakot visel. Viszont ellentétben a többi résszel, ebben a részben egyáltalán nem lehet látni játék közben a főszereplő fejét.
A Doom-fickó fejét az első résztől kezdve egészen a második részig lehet látni, mégpedig a képernyő alsó sorának közepén elhelyezve, ahol azt lehet látni játék közben, ahogy jobbra-balra nézeget rövid barna hajával és kék szemével. A fejnél szereplő háttér színe eredetileg egyjátékos módban fekete, viszont többjátékos módban lehet akár barna, piros, zöld vagy indigókék is. A Doom II üdvözlőképernyőjén és a The Ultimate Doom negyedik fejezetének, a Thy Flesh Consumed végén is sisak nélkül szerepel a főszereplő. A Doom, a Doom II és a Final Doom részekben mikor a játékos felvesz egy új fegyvert, akkor a főhős arca a képernyő alján egy széles ördögi vigyorral nyugtázza azt. Továbbá, ha a játékos az adott fegyverrel túl sokáig tüzel, akkor elkezd mérgesen vicsorogni. Akkor is megjelenik az idegesség és a bosszú az arcán, mikor a már említett Thy Flesh Consumed című epizód végén a halott nyulának a fejét szorongatja a kezében és közben ezt mondja: „Ezért még megfizettek!”
Doomguy személyiségét soha sem ismerheti meg a játékos, mivel egyik részben sem lehet erre utaló nyomokat találni. Viszont jó érzékkel különbséget tud tenni jó és rossz között. A Doom prológusában arról van szó, hogy mikor megkérték őt, hogy mészároljon le pár civil embert, akkor lelőtt egy elöljáró parancsnokot. A Super Nintendo Entertainment System (SNES) átirat dobozának a hátoldalán így jellemzik a főszereplőt: „Egy ideges tengerészgyalogos pisztollyal és rossz viselkedéssel.” Mikor a Doom II elején rájön, hogy már a Földet is elkezdték uralmuk alá vonni az idegenek, kettécsap egy szörnyeteget egy vágófegyverrel. Később aztán hatástalanítja az erő-pajzsokat, hogy el tudjanak menekülni az emberek a Földről, ő viszont nem menekül el, hanem megpróbálja megállítani a démonokat.

### Doom 3
A Doom 3-ban hasonlóan néz ki a Marine, azzal a különbséggel, hogy nincs sisakja. Ezzel szemben viszont a játékban szereplő összes többi tengerészgyalogosnak van fejfedője. Még vékonyabb lett, az izmai ugyanolyanok maradtak, barna haját feketére váltották és körülbelül késői húszas vagy korai harmincas éveiben jár. Ebben a részben csupán annyi háttértörténete van a főszereplőnek, hogy egyike azoknak, akik a Marsról különös módon eltűnt tengerészgyalogosokat helyettesítik. Mikor Dr. Betruger megnyitja a pokolba vezető kaput, szerencsére Doomguy túléli a démoni inváziót és nem lesz belőle zombi. Ezért hát végig kell küzdenie magát a UAC létesítményében, hogy túlélje az inváziót. A történet ettől a ponttól kezdve eléggé hasonlít a Half-Life történetére (amely viszont a Doomra hasonlít), mivel attól kezdve, hogy kinyílt a portál a pokolba, senkivel sem lehet kommunikálni a létesítményben, illetve senki sem kommunikál a főhőssel annál többet, minthogy „épp elfoglalt vagyok” vagy hogy a „UAC egy borzasztó hellyé változott át”. Habár vannak kivételek, mivel Kelly főtörzsőrmester a játék első felében folyamatosan ad információkat, illetve küldetéseket a játékosnak. Viszont a főhős nem mond semmit, meg sem szólal a játék alatt és csak mint „marine”-nak, azaz tengerészgyalogosnak szólítják. Egy kurta káromkodását viszont el lehet csípni a játék végén amikor meglátja a főellenséget, de akkor is csak két szót mond: „bassza meg”.

### Doom 4
A Doom 4-ben nagyon is hasonlít a Marine, azzal a különbséggel, hogy sokkal átdolgozottab a ruhája, és fejleszthető. Izmai itt sem változtak, ám nem sok mindent tudunk meg a kinézetéről. A játék története szerint régen, a Pokol erői létrehoztak egy erős harcost, akit azok, akik megízlelték pengéjét Doom Slayernek neveztek. A Doom Slayer nagyon megharagudott a démonokra, amiért gonosszá tették, ezért elkezdett a démonok ellen lázadni. Senki és semmi sem állította meg. Ereje egyre jobban nőtt és nőtt. Miután túl messzire ment, a hatalmas Titán megvívott vele, ám őt is legyőzte. A démonok, Vér Papja, viszont ráomlasztott egy templomot a Doom Slayerre, akit egy koporsóba helyezett, hogy csendben kínlódjon. A koporsó tetejére pedig egy jelet rakott, ami a démonoknak egy figyelmeztető jelzés, hogy soha, semmilyen körülmények közt ne nyissák fel a koporsót. Ám, Dr.Samuel Hayden elindul a Pokolba, hogy megkeresse a Doom Slayert, és megállítsa a gonosz ármánykodásait. Miután megtalálja a Doom Slayert, a Marsra viszi és ott helyezi el a koporsót. Amikor ezt Olivia Pierce megtudja mindent megpróbál, hogy megállítsa. Végül a sok véres harc után, Samuel Hayden elfogja őt, és elmondja, hogy nem állíthatja meg, csak, ha újra találkoznak, majd egyszer, ami sokakban utalásokat tesznek, hogy lesz egy folytatása a játéknak. Itt sem halljuk megszólalni.

## Kámeái és mellékszerepei
- Doomguy a Duke Nukem 3D-ben hullaként jelenik meg. Ugyanaz az animáció szerepel ebben a játékban is, mint a klasszikus Doomban, amikor meghal a Doomguy: elkapja a torkát, amelyből kifolyik a vére, s közben térdre esik. Ezt látván Duke Nukem a következőt mondja: „Hmm, that's one doomed space marine.” („Hmm, egy végítélt űr-tengerészgyalogos.”)
- A Quake III Arenában, amit szintén az id Software készített, Doomguy a Tier 6-ben (6. szint) a négy karakter egyike Doom néven, zöld páncélban és sisakkal a fején. Viszont még két másik karakter is szerepel a játékba: az egyik a Phobos, melynek bőre sötétebb és nem zöld, hanem narancssárga páncélt visel. A másik pedig a Crash nevű szereplő, Doomguy női változata.
- A Tony Hawk's Pro Skater 3 PC-s verziójában Doomguy egy rejtett karakterként jelenik meg.[3] Promóciós céllal került bele a játékba, mivel a Tony Hawk’s-sorozatot és a Doom 3-at is az Activision adta ki. Doomguy képességei kifejezetten magasak, különösképpen az „ollie”, azaz az ugrás, amellyel arra céloztak a készítők, hogy a régi Doom részekben a játékos egyáltalán nem tudott ugrani a főhőssel.